# 冷却材喪失事故
冷却材喪失事故（れいきゃくざいそうしつじこ、英語: loss-of-coolant accident, LOCA）とは、軽水炉において冷却材および減速材として用いられる軽水が配管の破損等によって流出し、炉心の冷却機能が損なわれる事故をいう。

## 冷却水喪失事故
軽水炉では、炉心で発生した熱を除去し熱交換器あるいは蒸気タービンへ熱を伝達し、電力に変換するために軽水を用いている。軽水は原子炉の冷却材・減速材として経済性・安全性の両面において優れているが、その一方で高温・高圧の配管系を必要とする。この高温・高圧の冷却材が循環する圧力容器や主冷却管系を圧力バウンダリーないし圧力境界といい、この管系の破損やバルブ開放により、高温・高圧の状態にある冷却材は激しい減圧沸騰をしつつ流失する。この結果、原子炉内の冷却材の量は減少し、蒸気の中に燃料集合体が露出する。制御棒の挿入や減速材を兼ねる冷却材が失われることにより、核分裂の連鎖反応は停止に向かうが、核燃料棒内の核分裂生成物が放射性崩壊によって運転時の数パーセント程度の熱を発し続ける。核燃料の温度上昇が続き、適切な冷却が行われないと、炉心溶融のような炉心の損傷や外部への放射性物質の放出にいたる場合があり、これを冷却材喪失事故という。
初期の原子炉では出力が低かったこともあり、核分裂生成物の封じ込めには格納容器のみで事足りると考えられていたが、出力の増大とともに、非常用炉心冷却装置（emergency core cooling system, ECCS）を設けるようになった。非常用炉心冷却装置はポンプや窒素ガスで加圧されたタンクなどで構成されており、LOCAの発生による原子炉の圧力や水位低下に対応して、自動的に低温の水を注入し始める装置である。しかしながら人為的なミス等によって冷却材の注入がすべて停止した場合、炉心を除熱できずにスリーマイル島原子力発電所事故のような大事故へと繋がってしまう。
過去設計された原子炉は近年のそれに比べると安全機構が脆弱で、緊急時の注水には何かしらの電源があることを前提とした仕組みなどが採用されていた。しかしながら天災などによって外部電力や非常用電力などがすべて喪失してしまった場合、これらは機能しなくなってしまう。
そのため近年の原子炉では受動的安全性を備える傾向にあり、非常時にたとえ外部からの制御を失っても自動で原子炉をシャットダウンできるよう設計されている。外部・非常電源の喪失に備え、原子炉の余熱によってタービンを回し冷却材の循環を図る機構や、特に最近のものでは冷却に熱対流を用いたり、冷却材の注入や制御棒の挿入に重力やガス圧を用いるなどして冷却を継続できる機構を備えるようになった。

## 対策
原子炉は運転時、発生したボイド (void、蒸気の泡) に応じ、（例えば水の沸騰などによって）外部からの制御が無くとも出力を増減させうる。これは反応度係数を使って評価できる。近年の原子炉は反応度係数が負であり、すなわち水が蒸気になった途端に出力は低下する。ただし、ロシアの黒鉛減速沸騰軽水圧力管型原子炉とカナダのCANDU炉は例外である。一方、沸騰水型原子炉は、原子炉圧力容器の内部でボイドが発生する。
近年の原子炉は様々な技術を用いて、反応度係数にかかわらず、冷却材の喪失を防止するように、あるいは喪失に耐えられ設計が検討されている。例えば、ペブルベット炉などは、冷却材が失われた際に、自律して臨界状態が停止するようになっている。あるいは、迅速に臨界状態を停止させることができ、損害拡大の可能性を軽減させる受動的安全性（passive nuclear safety）の仕組みのような様々な安全策を講じていることがある。例えば、炉心周囲の大量の吸熱剤、自律して作動するバックアップ用の冷却・液化システム、自律して冷却される格納容器が挙げられる。

## 事故の段階
炉心の健全性にかかわる深刻な事故の段階を次に挙げる。
冷却材・減速材の蒸発
事故が発生したときは、すぐさま全制御棒を完全に挿入して原子炉を緊急停止させて、熱の発生を抑える。しばらくは冷却材の沸騰が続き、冷却材・減速材が蒸発する。
核燃料の融解（炉心溶融）の開始
冷却材・減速材が蒸発した後、核分裂生成物の崩壊に伴う熱（崩壊熱）により、核燃料の温度が高まる。やがて核燃料の温度は融点に達して、核燃料の融解が始まる。冷却材・減速材が蒸発してから炉心溶融が始まるまでの時間は、核分裂生成物の崩壊に伴う熱の発生量、核燃料の熱容量、核燃料の融点によって決まる。
融解した核燃料による原子炉圧力容器の溶融
融解した核燃料が原子炉圧力容器を突き破るまでの時間は、温度と原子炉圧力容器の材質によって決まる。破損した炉心の中で核燃料が重篤な状態にあるか否かは、重要な要素である。